# 20878 Uwetreske
20878 Uwetreske este un asteroid din centura principală de asteroizi.

## Descriere
20878 Uwetreske este un asteroid din centura principală de asteroizi. A fost descoperit pe 2 noiembrie 2000 la Socorro, New Mexico, în cadrul proiectului LINEAR. Asteroidul prezintă o orbită caracterizată de o semiaxă mare de 2,71 ua, o excentricitate de 0,16 și o înclinație de 4,5° în raport cu ecliptica.